# 54. Baeksang Arts Awards
54. ceremonia rozdania Baeksang Arts Awards odbyła się w Seulu na COEX Convention & Exhibition Center 3 maja 2018 roku.

## Nominowani i zwycięzcy
Kompletna lista nominowanych i zwycięzców. Zwycięzcy zaznaczeni pogrubieniem.

### Film
| Daesang (Wielka nagroda) | Daesang (Wielka nagroda) |
| --- | --- |
| 1987: When the Day Comes - A Taxi Driver - Kim Yoon-seok - 1987: When the Day Comes, The Fortress - Song Kang-ho - A Taxi Driver                                                   | |
| Najlepszy film | Najlepszy reżyser |
| - The Fortress - 1987: When the Day Comes - Anarchist from Colony - Along with the Gods: The Two Worlds - A Taxi Driver                                                            | - Kim Yong-hwa - Along with the Gods: The Two Worlds - Yang Woo-suk - Steel Rain - Jang Joon-hwan - 1987: When the Day Comes - Jang Hoon - A Taxi Driver - Hwang Dong-hyuk - The Fortress |
| Najlepszy aktor pierwszoplanowy | Najlepsza aktorka pierwszoplanowa |
| - Kim Yoon-seok - 1987: When the Day Comes - Ma Dong-seok - The Outlaws - Sol Kyung-gu - Bezlitosny - Song Kang-ho - A Taxi Driver - Jung Woo-sung - Steel Rain                    | - Na Moon-hee - I Can Speak - Kim Ok-bin - Pani zło - Kim Tae-ri - Little Forest - Son Ye-jin - Be with You - Choi Hee-seo - Anarchist from Colony                                        |
| Najlepszy aktor drugoplanowy | Najlepsza aktorka drugoplanowa |
| - Park Hee-soon - 1987: When the Day Comes - Kim Dong-wook - Along with the Gods: The Two Worlds - Kim Hee-won - Bezlitosny - Jo Woo-jin - Steel Rain - Jin Seon-kyu - The Outlaws | - Lee Soo-kyung - Heart Blackened - Yum Hye-ran - I Can Speak - Esom - Warriors of the Dawn - Lee Ha-nui - Heart Blackened - Jeon Hye-jin - Bezlitosny                                    |
| Najlepszy debiut aktorski (mężczyzna) | Najlepszy debiut aktorski (kobieta) |
| - Koo Kyo-hwan - Jane - Kim Sung-kyu - The Outlaws - Kim Joon-han - Anarchist from Colony - Lee Ga-sub - The Seeds of Violence - Heo Sung-tae - The Outlaws                        | - Choi Hee-seo - Anarchist from Colony - Nana - The Swindlers - Lee Soo-kyung - Yongsoon - Lee Joo-young - Jane - Jin Ki-joo - Little Forest                                              |
| Najlepszy debiut reżyserski | Najlepszy scenariusz |
| - Kang Yoon-sung - The Outlaws - Moon So-ri - The Running Actress - Shin Joon - Yongsoon - Cho Hyun-hoon - Jane - Jeon Go-woon - Microhabitat                                      | - Kim Kyung-chan - 1987: When the Day Comes - Kang Yoon-sung - The Outlaws - Eom Yu-na - A Taxi Driver - Yang Woo-suk, Jung Ha-yong - Steel Rain - Hwang Seong-gu - Anarchist from Colony |
| Nagroda techniczna | |
| - Jin Jong-hyun - Along with the Gods: The Two Worlds | |

### Telewizja
| Daesang (Wielka nagroda) | Najlepszy serial telewizyjny |
| --- | --- |
| - Stranger - Jo Seung-woo - Stranger | - Mother - Misty - Stranger - Fight for My Way - My Golden Life                                                                                                 |
| Najlepszy program edukacyjny/kulturalny | Najlepszy program rozrywkowy |
| - Dance Sports Girls - The Its Know - I Am a Natural Person - Pilgrimage - There Are No Bad Dogs in the World | - Hyori's Homestay - I Live Alone - City Fishermen - Welcome, First Time in Korea? - Youn's Kitchen 2                                                           |
| Najlepszy reżyser | Najlepszy scenariusz |
| - Kim Yoon-chul - The Lady in Dignity - Kim Cheol-kyu - Mother - Mo Wan-il - Misty - Shin Won-ho - Prison Playbook - Ahn Gil-ho - Stranger                                                                                | - Lee Soo-yeon - Stranger - Baek Mi-kyung - The Lady in Dignity - Im Sang-choon - Fight for My Way - Jung Bo-hoon - Prison Playbook - Jang Seo-kyung - Mother   |
| Najlepszy aktor pierwszoplanowy | Najlepsza aktorka pierwszoplanowa |
| - Jo Seung-woo - Stranger - Kim Sang-joong - The Rebel - Park Seo-joon - Fight for My Way - Jang Hyuk - Money Flower - Chun Ho-jin - My Golden Life                                                                       | - Kim Nam-joo - Misty - Kim Sun-a - The Lady in Dignity - Kim Hee-sun - The Lady in Dignity - Shin Hye-sun - My Golden Life - Lee Bo-young - Mother             |
| Najlepszy aktor drugoplanowy | Najlepsza aktorka drugoplanowa |
| - Park Ho-san - Prison Playbook - Bong Tae-gyu - Return - Ahn Jae-hong - Fight for My Way - Yoo Jae-myung - Stranger - Jung Sang-hoon - The Lady in Dignity                                                               | - Ye Ji-won - Should We Kiss First? - Na Young-hee - My Golden Life - Ra Mi-ran - Avengers Social Club - Song Ha-yoon - Fight for My Way - Jeon Hye-jin - Misty |
| Najlepszy debiut aktorski (mężczyzna) | Najlepszy debiut aktorski (kobieta) |
| - Yang Se-jong - Temperature of Love - Kim Jung-hyun - School 2017 - Park Hae-soo - Prison Playbook - Woo Do-hwan - Save Me - Lee Kyu-hyung - Stranger                                                                    | - Heo Yool - Mother - Kim Da-som - Band of Sisters - Kim Se-jeong - School 2017 - Seo Eun-soo - My Golden Life - Won Jin-ah - Rain or Shine                     |
| Najlepszy uczestnik programu rozrywkowego | Najlepsza uczestniczka programu rozrywkowego |
| - Seo Jang-hoon - Knowing Bros, Same Bed, Different Dreams 2 - Kwon Hyuk-soo - Saturday Night Live Korea - Yoo Byung-jae - Creaking Heroes - Lee Sang-min - My Little Old Boy, Knowing Bros - Jun Hyun-moo - I Live Alone | - Song Eun-i - Omniscient Interfering View - Kang Yu-mi - Gag Concert - Kim Sook - Video Star - Park Na-rae - I Live Alone - Lee Soo-ji - Gag Concert           |
| Nagroda techniczna | |
| - Choi Sung-woo - Journey on Foot | |

### Inne nagrody
| Nagroda popularności (mężczyzna) | Nagroda popularności (kobieta) |
| --- | --- |
| Jung Hae-in - Prison Playbook - Ha Jung-woo - Along with the Gods: The Two Worlds - Jo Jung-suk - Two Cops - Kim Yoon-seok - 1987: When the Day Comes - Jang Hyuk - Money Flower - Jang Ki-yong - Confession Couple - Jung Woo-sung - Steel Rain - Lee Byung-hun - The Fortress - Lee Je-hoon - Anarchist from Colony - Lee Jong-suk - Dangsin-i jamdeun saie - Lee Seung-gi - A Korean Odyssey - Park Hae-soo - Prison Playbook - Park Seo-joon - Fight for My Way - Ryu Jun-yeol - A Taxi Driver - So Ji-sub - Be with You - Sol Kyung-gu - Bezlitosny - Song Kang-ho - A Taxi Driver - Woo Do-hwan - Save Me - Yang Se-jong - Temperature of Love - Yeo Jin-goo - Warriors of the Dawn - Yoo Seung-ho - The Emperor: Owner of the Mask - Yoon Kye-sang - The Outlaws | Bae Suzy - Dangsin-i jamdeun saie - Choi Hee-seo - Anarchist from Colony - Jeon Hye-jin - Bezlitosny - Jung Ryeo-won - Witch at Court - Jung So-min - Because This is My First Life - Jung Yu-mi - Psychokinesis - Kang So-ra - Revolutionary Love - Kim Ji-won - Fight for My Way - Kim Hee-sun - The Lady in Dignity - Kim Nam-joo - Misty - Kim Ok-bin - The Villainess - Kim So-hyun - The Emperor: Owner of the Mask - Kim Su-an - Along with the Gods: The Two Worlds - Kim Sun-a - The Lady in Dignity - Kim Tae-ri - Little Forest - Lee Bo-young - Mother - Oh Yeon-seo - A Korean Odyssey - Na Moon-hee - I Can Speak - Park Shin-hye - Heart Blackened - Shin Hye-sun - My Golden Life - Shin Se-kyung - Black Knight: The Man Who Guards Me - Son Ye-jin - Be with You |
| Bazaar Icon Award | |
| Nana | |